# Imitation
《Imitation》，為韓國KBS2於2021年5月7日起播出的金曜劇，由《所羅門的偽證》、《新入史官丘海昤》的導演韓賢熙和《Who Are You－學校2015》、《雲畫的月光》的編劇金敏貞、編劇崔善英合作打造，故事改編自朴京蘭的同名漫畫。此劇講述偶像們在競爭激烈的演藝圈中的生活。
台灣由friDay影音自5月7日起晚上11點獨家跟播。香港由Viu自5月7日起晚上10點20分上線。

## 演員陣容

### 主要人物
| 演員   | 角色                  | 介紹 | 香港配音 |
| 鄭知蘇 | 李瑪夏（now譯李麻夏） | 女團「TEA PARTY」的成員 她是仿冒頂級明星羅莉曼的冒牌歌手，與成員輾轉於便宜的地方活動。在連生計都遭殃，準備放棄歌手夢想的時候，她參加了智鶴的試鏡，就這樣成為「TEA PARTY」的偶像站在大眾面前。她看著頂級明星權利在舞臺上發光的樣子，自己也越來越想做好。 | 石梓晴   |
| 李濬榮 | 權利（now譯為權力）   | 席捲各大榜單的超人氣男團「SHAX」核心成員 以外貌、身材、實力和人格獲得粉絲的喜愛，但是在恩朝事件後一切都變了，現在只是在媒體面前展示機械式的甜蜜微笑。他在與瑪夏的互動中漸漸走出陰影，並喜歡瑪夏散發出意外的呆萌美。 | 張振熙   |
| 朴芝妍 | 羅莉曼                | 偶像界最紅的SOLO歌手 瑪夏模仿的對象，以高傲幹練的Girl Crush形象聞名的性感偶像，以挑釁性的魅力征服了K-POP。她感到很孤獨，是靠同期出道的權利的支持下才能堅持下去。當瑪夏在兩人之間出現後，她很討厭山寨版的瑪夏，甚至連她的愛也要奪走，傷害了她的自尊心。自此，她對瑪夏的印象在礙眼和不討人厭兩者之間轉換。                                                                          | 何凱怡   |
| 丁潤浩 | 李宥鎮                | 新興男團「SPARKLING」的中心成員 瑪夏的兒時好友。隱藏著意外的韌勁的外柔內剛型偶像。他能在艱難的練習生生活中堅持下去，沒有放棄偶像這個目標，都是因為同公司的練習生瑪夏與他在一起。當瑪夏感到疲憊時，他總會在某處出現守護著她。之後，當兩人打算一起登臺表演時，他潛在的勝負欲開始沸騰，想要贏過權利。                                                                                | 黃尉斯   |
| 安信源 | 池智鶴                | 大型經紀公司NOG的經紀人 管理著人氣組合「SHAX」，並掛上了室長頭銜。他以與眾不同的細心和敏銳的直覺，培養出「SHAX」的六名成員，是很多後輩經紀人尊敬和羨慕的對象。他在恩朝事件之後放下一切，離開了NOG。三年後，他以「CAFE H」的老闆身份復出，並透過選秀活動將出道失敗的「Omega3」重新組成為「TEA PARTY」，合同期限1年及只能支付最低時薪，成為韓國採用最低時薪制的第一個偶像組合出道。 | 李家傑   |
| 姜澯熙 | 李恩朝（now譯李恩祖） | 席捲各大榜單的超人氣男團「SHAX」成員 與權利同為隊內最高人氣的兩人，是權利的善意競爭對手和莫逆之交。在SHAX演唱會當天，他在最後一場演出之前消失了，之後完全失蹤，給權利留下很深的創傷。 | 葉子楓   |

### SHAX
| 演員   | 角色   | 介紹 | 香港配音 |
| 朴俞里 | 道鎮   | 擁有極強的洞察力，能一下子看出成員們是否陷入戀愛之中。他與忙內鄭赫一起，揭發了權利的秘密羅曼史，展現出如同湯姆和傑瑞的默契，用蹩腳的偵探能力成為隊內的氣氛製造者。                   | 劉達斌   |
| 安貞勳 | 韓宰宇 | 團隊中的隊長。負責調節成員狀態和整理情況，向隊員提出嚴厲的建議和溫暖的鼓勵，展現出真正的領袖風範。在恩朝事件後，他作為隊長對隊員的熱愛更加強烈。                                     | 張添勝   |
| 輝映   | 姜伊賢 | 團隊中的主唱。本來想成為作曲家，但憑藉偶像外貌成為了「SHAX」的成員。他偶然聽到莉亞唱歌時，被她的音色一下子迷住了。本來除了隊內成員外，他對別人的事情毫無關心，在遇見莉亞後出現改變。 | 伍博民   |
| 崔鍾浩 | 伊鄭赫 | 團隊中的門面擔當兼忙內。他在哥哥們之間經常用機智和撒嬌來扭轉氣氛，想讓哥哥們充滿幹勁，但有時內心深處充滿不懂事。他是察覺到權利和瑪夏擦出愛意的一人。                                 | 陳啟熾   |
| 吳熙俊 | 具大權 | 「SHAX」的經紀人。管理韓國最忙碌的組合，負責管理日程、宿舍和私生活，正在體驗十個身體也不夠的極限職業。因為權利開始發展秘密戀愛，讓他感到膽戰心驚，兩人展開了緊鑼密鼓的拉鋸戰。       | 伍博民   |

### TEA PARTY
| 演員   | 角色   | 介紹 | 香港配音 |
| 林娜榮 | 沈賢智 | 團隊中的門面擔當。從小就很漂亮，堅信自己會華麗地出道。雖然她曾因「Omega3」的出道失敗而哽咽，但是因為與瑪夏和莉亞在一起而堅持下去。之後，她以「TEA PARTY」出道，向著夢想邁出一步。她一直隱藏著對宥鎮的心意，他並沒有察覺到她的愛意，因為宥鎮的身邊總是有瑪夏。                                                                        | 楊婉潼   |
| 金敏書 | 劉莉亞 | 團隊中的隊長兼主唱。雖然以天賦的音色踏入偶像界，但每次都落選，好不容易在「Omega Enter」開始了練習生生活。在惡劣的環境中，她強忍著經紀人的粗話堅持下來，但是在首次登臺的那天經歷了解散的厄運。她在很多地方打工支撐著生計，被智鶴發掘後以「TEA PARTY」出道。她很感激了解自己歌唱能力的「SHAX」成員伊賢，但是因害羞從來不敢向他說謝謝。 | 植婉雯   |

### SPARKLING
| 演員   | 角色             | 介紹 | 香港配音 |
| 李秀雄 | 賢伍             | 團隊中的前中心成員。善於處世的人，在強者面前是弱者，在弱者面前是強者。雖然他以「SPARKLING」的中心成員出道，但是與宥鎮競爭中心位置後失敗，自此事事看他不順眼和譏諷他。為了打倒宥鎮，他虎視眈眈地尋找機會，懷著這樣的心態成為隊內的問題製造者。 | 劉達斌   |
| 朴星和 | 世英             | 團隊中的隊長兼饒舌擔當。在粉絲之間被稱為隱藏的實權人物。他直言不諱的性格，讓賢伍成為唯一的對敵。 | 陳啟熾   |
| 崔傘   | 民秀             | 團隊中的忙內。以清新的粉色頭髮聞名，狙擊著女人們的心。 | 葉子楓   |
| 申秀豪 | 太坤（now譯泰坤) | 「SPARKLING」的經紀人。決定讓「SPARKLING」與智鶴的「TEA PARTY」一起回歸，成為他的助力者。 | 張添勝   |

### NOG經紀公司
| 演員   | 角色   | 介紹 | 香港配音 |
| 孔正煥 | 朴振萬 | NOG經紀公司的代表。主導著K-POP產業，憑藉巨大的資本成為偶像娛樂界最頂層的人物。他發掘了引起歷代級人氣的偶像組合「SHAX」，認為他們是為自己賺錢的好商機，所以絕對不會有損失。 | 陳啟熾   |
| 李太亨 | 金室長 | 朴代表的助手。負責收拾組合引發的事件殘局。 | 劉達斌   |

### 其他人物
| 演員   | 角色                    | 介紹                                                                                 | 香港配音 |
| 沈恩珍 | 卞正熙(now譯為卞靜熙)   | 演藝網站「確認真相」的記者。在恩朝事件發生後，她比任何人都執著地尋找「SHAX」的醜聞。 | 陳子瑩   |
| 金昭熙 | 朱敏聖（now譯為朱敏成） | Cafe H的兼職員工。                                                                   | 黎梓彤   |
| 曺政治 | 夏石                    | 製作人。                                                                             | 陳力航   |
| 金智淑 | 恩真                    | 「TEA PARTY」的造型師。                                                              | 黎梓彤   |
| 延詩宇 | 艾妮（now譯 Elly）      | 「Omega3」前成員。                                                                   | 鄭家蕙   |
| 徐志焄 | 尹彬                    | 演員。                                                                               | 張添勝   |
| 尹宥善 |                         | 瑪夏的媽媽。                                                                         | 陳子瑩   |
| 南正宇 | 高石頭                  | Omega 3的前經理人，後為Tea Party的經理人。                                           | 陳力航   |
| 金在日 |                         | Music Holic的CEO                                                                     | 郭湛深   |
| 張元榮 | 金代表                  | Omega Entertainment的CEO                                                             | 葉子楓   |
| 崔素允 | 素允 （now譯為書賢）    | Shax的Fans Club成員                                                                  | 黎梓彤   |
| 李輝瑞 | 泰梨                    | Shax的Fans Club成員                                                                  | 鄭家蕙   |
| 정유나 | 奇賢                    | Shax的Fans Club成員                                                                  | 陳子瑩   |
| 崔基燮 | 南柱泰                  | 卞正熙的同事。                                                                       | 郭湛深   |
| 손동수 |                         | 時事節目的PD。                                                                       | 陳力航   |
| 朱榮勳 | F Reze                  | 音樂製作人。                                                                         | 郭湛深   |
| 全智秀 |                         | 羅莉曼的助理。                                                                       | 鄭家蕙   |
| 朴京林 |                         | 時事節目主持。                                                                       | 黎梓彤   |
| 박정민 |                         | 朴振萬的朋友。                                                                       | 葉子楓   |
| 심혜림 | 成雅瑩                  | 女演員。                                                                             | 陳子瑩   |
| 李世旭 |                         | 《偶像出現》 的導演。                                                                | 陳力航   |
| 전고은 |                         | 《偶像出現》的工作人員。                                                             | 鄭家蕙   |
| 이한범 | 黃龍泰                  | Queen娛樂代表。                                                                      | 陳力航   |
| 이채현 |                         | Queen娛樂練習生，後隨羅莉曼轉投JH娛樂。                                              |          |
| 이지윤 |                         | Queen娛樂練習生，後隨羅莉曼轉投JH娛樂。                                              | 黎梓彤   |
| 고태희 |                         | Queen娛樂練習生，後隨羅莉曼轉投JH娛樂。                                              | 植婉雯   |
| 심유승 |                         | 《音樂競技》 的導演。                                                                | 郭湛深   |
| 朴世蓮 |                         | 與羅莉曼同期的練習生。                                                               | 陳子瑩   |
| 金允雪 |                         | Tea Party的粉絲。                                                                    | 鄭家蕙   |
| 심현지 |                         | Tea Party的粉絲。                                                                    | 陳子瑩   |
| 宋仁燮 |                         | 副音樂總監。                                                                         | 劉達斌   |
| 劉墉   |                         | 《你和我一起唱》 的工作人員。                                                        | 郭湛深   |
| 홍루현 |                         | 《你和我一起唱》 的工作人員。                                                        | 黎梓彤   |
| 박선영 |                         | 《你和我一起唱》 的工作人員。                                                        | 陳子瑩   |
| 조우종 |                         | 《你和我一起唱》 的主持。                                                            | 張添勝   |
| 朴正言 |                         | MML評審委會主席。                                                                    | 黎梓彤   |
| 최솔희 |                         | MML評審委員。                                                                        | 陳子瑩   |
| 馬正弼 |                         | MML評審委員。                                                                        | 葉子楓   |
| 배경민 |                         | 便利店店員。                                                                         | 黎梓彤   |
| 金信烈 |                         | Music Industry代表。                                                                 | 郭湛深   |
| 尹正燮 |                         | 電影《郎娘對話》副導演。                                                             | 葉子楓   |
| 尹成源 |                         | 處境劇導演。                                                                         | 郭湛深   |
| 李智英 |                         | 手機售賣店職員。                                                                     | 葉子楓   |
| 姜學秀 |                         | MML的工作人員。                                                                      | 郭湛深   |
| 全俊宇 |                         | 綜藝節目的工作人員。                                                                 | 張添勝   |

## 原聲帶
- Part.1（發行日期：2021年5月7日）

| 曲序 | 曲目          | 演唱 | 时长 |
| ---- | ------------- | ---- | ---- |
| 1.   | MALO          | SHAX | 2:57 |
| 2.   | MALO（Inst.） |      | 2:57 |

- Part.2（發行日期：2021年5月8日）

| 曲序 | 曲目                       | 演唱    | 时长 |
| ---- | -------------------------- | ------- | ---- |
| 1.   | Call Me (8282119)          | OMEGA Ⅲ | 3:10 |
| 2.   | Call Me (8282119)（Inst.） |         | 3:10 |

- Part.3（發行日期：2021年5月14日）

| 曲序 | 曲目               | 演唱   | 时长 |
| ---- | ------------------ | ------ | ---- |
| 1.   | No Answer          | 朴芝妍 | 3:22 |
| 2.   | No Answer（Inst.） |        | 3:22 |

- Part.4（發行日期：2021年5月21日）

| 曲序 | 曲目             | 演唱      | 时长 |
| ---- | ---------------- | --------- | ---- |
| 1.   | Show Me          | Tea Party | 3:27 |
| 2.   | Show Me（Inst.） |           | 3:27 |

- Part.5（發行日期：2021年5月28日）

| 曲序 | 曲目             | 演唱      | 时长 |
| ---- | ---------------- | --------- | ---- |
| 1.   | DIAMOND          | Sparkling | 3:27 |
| 2.   | DIAMOND（Inst.） |           | 3:27 |

- Part.6（發行日期：2021年6月18日）

| 曲序 | 曲目          | 演唱 | 时长 |
| ---- | ------------- | ---- | ---- |
| 1.   | AMEN          | SHAX | 3:18 |
| 2.   | AMEN（Inst.） |      | 3:18 |

- Part.7（發行日期：2021年6月25日）

| 曲序 | 曲目                              | 演唱   | 时长 |
| ---- | --------------------------------- | ------ | ---- |
| 1.   | 如果是我們兩人其中的一個          | 鄭知蘇 | 4:31 |
| 2.   | 如果是我們兩人其中的一個（Inst.） |        | 4:31 |

- Part.8（發行日期：2021年7月16日）

| 曲序 | 曲目            | 演唱   | 时长 |
| ---- | --------------- | ------ | ---- |
| 1.   | Closer          | 朴芝妍 | 3:35 |
| 2.   | Closer（Inst.） |        | 3:35 |

- Part.9（發行日期：2021年7月23日）

| 曲序 | 曲目                       | 演唱                               | 时长 |
| ---- | -------------------------- | ---------------------------------- | ---- |
| 1.   | 星座（Your Sign）          | SHAX; Tea Party; Sparkling; 朴芝妍 | 4:37 |
| 2.   | 星座（Your Sign）（Inst.） |                                    | 4:37 |

## 收視率
| 集數       | 集數       | 播出日期   | AGB收視率        | AGB收視率 |
| 集數       | 集數       | 播出日期   | 大韓民國（全國） |           |
| ---------- | ---------- | ---------- | ---------------- | --------- |
| 1          | 1部        | 2021/05/07 | 1.0%             |           |
| 1          | 2部        | 2021/05/07 | 0.9%             |           |
| 2          | 1部        | 2021/05/14 | 0.8%             |           |
| 2          | 2部        | 2021/05/14 | 1.1%             |           |
| 3          | 1部        | 2021/05/21 | 0.8%             |           |
| 3          | 2部        | 2021/05/21 | 0.8%             |           |
| 4          | 1部        | 2021/05/28 | 1.0%             |           |
| 4          | 2部        | 2021/05/28 | 0.7%             |           |
| 5          | 1部        | 2021/06/04 | 1.1%             |           |
| 5          | 2部        | 2021/06/04 | 0.8%             |           |
| 6          | 1部        | 2021/06/11 | 0.7%             |           |
| 6          | 2部        | 2021/06/11 | 0.4%             |           |
| 7          | 1部        | 2021/06/18 | 0.6%             |           |
| 7          | 2部        | 2021/06/18 | 0.9%             |           |
| 8          | 1部        | 2021/06/25 | 1.3%             |           |
| 8          | 2部        | 2021/06/25 | 1.1%             |           |
| 9          | 9          | 2021/07/02 | 1.0%             |           |
| 10         | 10         | 2021/07/09 | 1.0%             |           |
| 11         | 11         | 2021/07/16 | 0.5%             |           |
| 12         | 12         | 2021/07/23 | 1.2%             |           |
| 平均收視率 | 平均收視率 | 平均收視率 | %                |           |

- 收視最低的集數以藍色表示，收視最高的集數以紅色表示，而空格則表示該集的收視沒有相關數據。

### 引見
1. ↑  D.W. . Kpopn. 2021-04-24  [2021-04-30]. （原始内容存档于2021-04-30） （中文（繁體））.
2. ↑   [每日收視數據表] (AGB).   [2021-05-08]. （原始内容存档于2017-03-17） （韩语）.

## 外部連結
- 韓國KBS官方網站
- Daum上《Imitation》的資料
- NAVER上《Imitation》的資料

| KBS2 金曜劇                                      | KBS2 金曜劇                                | KBS2 金曜劇 |
| ------------------------------------------------ | ------------------------------------------ | ----------- |
|                                                  | Imitation （2021年5月7日 - 2021年7月23日） |             |
| 橘皮馬末蘭果醬 （2015年5月15日 - 2015年7月24日） | Dear. M                                    |             |

| 香港 Now劇集台 星期一至五 21:00 - 22:00  | 香港 Now劇集台 星期一至五 21:00 - 22:00      | 香港 Now劇集台 星期一至五 21:00 - 22:00 |
| ---------------------------------------- | -------------------------------------------- | --------------------------------------- |
|                                          | Imitation （2021年11月17日 - 2021年12月8日） |                                         |
| 黑洞 （2021年10月27日 - 2021年11月16日） | 直到瘋狂 （2021年12月9日 - 2022年1月10日）   |                                         |